# Punctelia riograndensis
Punctelia riograndensis är en lavart som först beskrevs av Lynge, och fick sitt nu gällande namn av Krog. Punctelia riograndensis ingår i släktet Punctelia och familjen Parmeliaceae.   Inga underarter finns listade i Catalogue of Life.